# 胡燕青
胡燕青（1954年—），香港女作家及詩人，基督徒。

## 生平
胡燕青生於廣州，8歲前於廣州永漢路中央的高第街居住，於香港長大。8歲時隨父親胡少鳴赴港生活，定居於長洲山邊路庶祖母石屋家中，繼而移居深水埗板間房。她於長洲女校（於1978年更名為中華基督教會長洲堂長洲女校，後再易名中華基督教會長洲堂錦江小學）完成小二至小六課程，即1968年畢業於該校，曾於1967年代表南約區在由新界鄉議局舉辦的緝毒論文演講比賽中獲得冠軍，繼而於伊利沙伯中學完成中學及大學預科，在校時曾參與校內水運會蛙泳項目，並獲得亞軍獎項。後畢業於香港大學文學院。高中時加入詩風社。1985年起任教於香港浸會大學語文中心並成為副教授，現已退休。詩作散見於《詩風》、《文藝》、《詩網絡》、《香港文學》、《文學世紀》等雜誌。曾獲兩屆中文文學創作獎冠軍（新詩、散文）。少年小説《一米四八》及詩集《地車裡》獲香港中文文學雙年獎。靈修詩集《我把禱告留在窗臺上》取得基督教湯清文藝獎。2003年獲香港藝術發展局頒發香港藝術發展獎年度藝術家獎（文學藝術）。創作包括香港語文教科書、新詩、散文、紀實文學、少年小説及兒童故事等二十多種。偶亦從事翻譯工作。

## 文學創作

### 詩集
- 驚蟄，1988
- 日出行，1988
- 我把禱告留在窗台上，1995
- 地車裡，1997
- 午後推門，2001
- 攀緣之歌，2000
- 摺頁，2006
- 夕航，2009
- 時間麥皮，2012
- 無花果，2015

### 散文
- 彩店，1984
- 隧道巴士103，1986
- 小丘初夏，1987
- 心頁開敞，1989
- 我的老師，1996
- 我在乎天長地久，1999
- 護城河，2000
- 我走過書桌的曠野，2001
- 嘆息的速度，2003
- 小板凳，2004
- 更暖的地方，2006
- 剪髮，2011
- 好心人，2011
- 蝦子香，2012
- 長椅的兩頭，2015
- 帳幕於人間，2018
- 面對面的離情，2022
- 歲月號，2023
- 杯子與茶包——胡燕青散文選，2023
- 一路走來——胡燕青散文選2，2024

### 小說
- 一米四八，1997
- 那一塊錢，2011
- 野地果，2016
- 過程，2018
- 小時代，2020
- 世界末日，2023

### 兒童文學
- 三線一族，2000
- 頭號人物，1999
- 你就是二年級的啟啟嗎?，1998
- 啟啟怕不怕考試?，1998
- 啟啟的腳趾有話說，1998
- 全天候跑道，1998
- 十九歲的天空，1998
- 啟啟上小學，1997

### 教科書
- 文學平民－－談寫作教學與本地創作，2006
- 從作文到寫作，2005
- 新詩捕手：與初學者談初學者的詩，2005
- 啟思高效分類成語練習
- 捫石渡河: 新詩的欣賞、創作與教學，2010
- 四十一雙眼睛 — 年輕人看世界，2010
- 四十二張手帖──年輕人寫世界，2014

### 翻譯
- 靈命的陶造：366日聖經默想，2004
- 門徒日思錄：進深靈修與自省‧秋‧八至十月，2001
- 門徒日思錄：進深靈修與自省‧冬‧十一至一月，2001